# Azzurra Hockey Novara 2024-2025
Questa voce raccoglie le informazioni riguardanti l'Azzurra Hockey Novara nelle competizioni ufficiali della stagione 2024-2025.

## Maglie e sponsor
Lo sponsor ufficiale per la stagione 2024-2025 è TR - Tubettificio Robbiese.
| 1ª divisa | 2ª divisa |

## Organigramma societario
- Presidente: Roberto Scacchetti
- Vicepresidente: Alberto Migliaretti
- Consiglieri: Massimo Fortina, Edoardo Silvestri, Raffaella Mariotti, Claudio Battistella, Corrado Galdini, Pierluigi Vecchi
- Direttore sportivo: Davide Costanzo
- Segretario: Alessandro Maffè

## Organico

### Giocatori
| N° | Naz.                 | Ruolo | Sportivo            |  |  |  |
| -- | -------------------- | ----- | ------------------- |  |  |  |
| 1  | Argentina (bandiera) | P     | Franco Granados     |  |  |  |
| 7  | Argentina (bandiera) | A     | Cesar Menendez      |  |  |  |
| 8  | Argentina (bandiera) | A     | Federico Ortiz      |  |  |  |
| 11 | Italia (bandiera)    | A     | Elia Petrocchi      |  |  |  |
| 12 | Italia (bandiera)    | P     | Tommaso Bernardelli |  |  |  |
| 13 | Italia (bandiera)    | D     | Matteo Brusa        |  |  |  |
| 29 | Italia (bandiera)    | D     | Matteo Cardella     |  |  |  |
| 36 | Italia (bandiera)    | A     | Giorgio Maniero     |  |  |  |
| 66 | Argentina (bandiera) | A     | Marcos Vega         |  |  |  |
| 76 | Italia (bandiera)    | D     | Gabriele Gavioli    |  |  |  |

### Staff tecnico
- Allenatore:  Sergi Punset (1ª-23ª),  Paolo Campanati (24ª-fine Playout)

## Mercato
| Acquisti | Acquisti         | Acquisti  | Acquisti |
| R.       | Nome             | da        |          |
| -------- | ---------------- | --------- | -------- |
| D        | Matteo Cardella  | Grosseto  |          |
| D        | Gabriele Gavioli | HRC Monza |          |
| P        | Franco Granados  |           |          |
| A        | Cesar Menendez   |           |          |
| A        | Elia Petrocchi   | HRC Monza |          |
| A        | Marcos Vega      | Valdagno  |          |

| Cessioni | Cessioni | Cessioni | Cessioni |
| R.       | Nome     | a        |          |
| -------- | -------- | -------- | -------- |